# Marblemount
Marblemount és una concentració de població designada pel cens dels Estats Units a l'estat de Washington. Segons el cens del 2000 tenia 251 habitants.

## Demografia
Segons el cens del 2000, Marblemount tenia 251 habitants, 93 habitatges, i 59 famílies. La densitat de població era de 40,9 habitants per km².
Dels 93 habitatges en un 32,3% hi vivien nens de menys de 18 anys, en un 46,2% hi vivien parelles casades, en un 11,8% dones solteres, i en un 35,5% no eren unitats familiars. En el 31,2% dels habitatges hi vivien persones soles el 7,5% de les quals corresponia a persones de 65 anys o més que vivien soles. El nombre mitjà de persones vivint en cada habitatge era de 2,7 i el nombre mitjà de persones que vivien en cada família era de 3,28.
Per edats la població es repartia de la següent manera: un 31,1% tenia menys de 18 anys, un 5,6% entre 18 i 24, un 25,5% entre 25 i 44, un 27,9% de 45 a 60 i un 10% 65 anys o més.
L'edat mediana era de 37 anys. Per cada 100 dones de 18 o més anys hi havia 124,7 homes.
La renda mediana per habitatge era de 25.156 $ i la renda mediana per família de 26.250 $. Els homes tenien una renda mediana de 37.232 $ mentre que les dones 15.278 $. La renda per capita de la població era de 15.353 $. Aproximadament el 14,3% de les famílies i el 16,5% de la població estaven per davall del llindar de pobresa.

## Poblacions més properes
El següent diagrama mostra les poblacions més properes.